# Gymnasium Christian-Ernestinum
Das Gymnasium Christian-Ernestinum (GCE) ist ein sprachliches, humanistisches und naturwissenschaftlich-technologisches Gymnasium in Bayreuth. Es ist sowohl das kleinste als auch das älteste Bayreuther Gymnasium.

## Geschichte

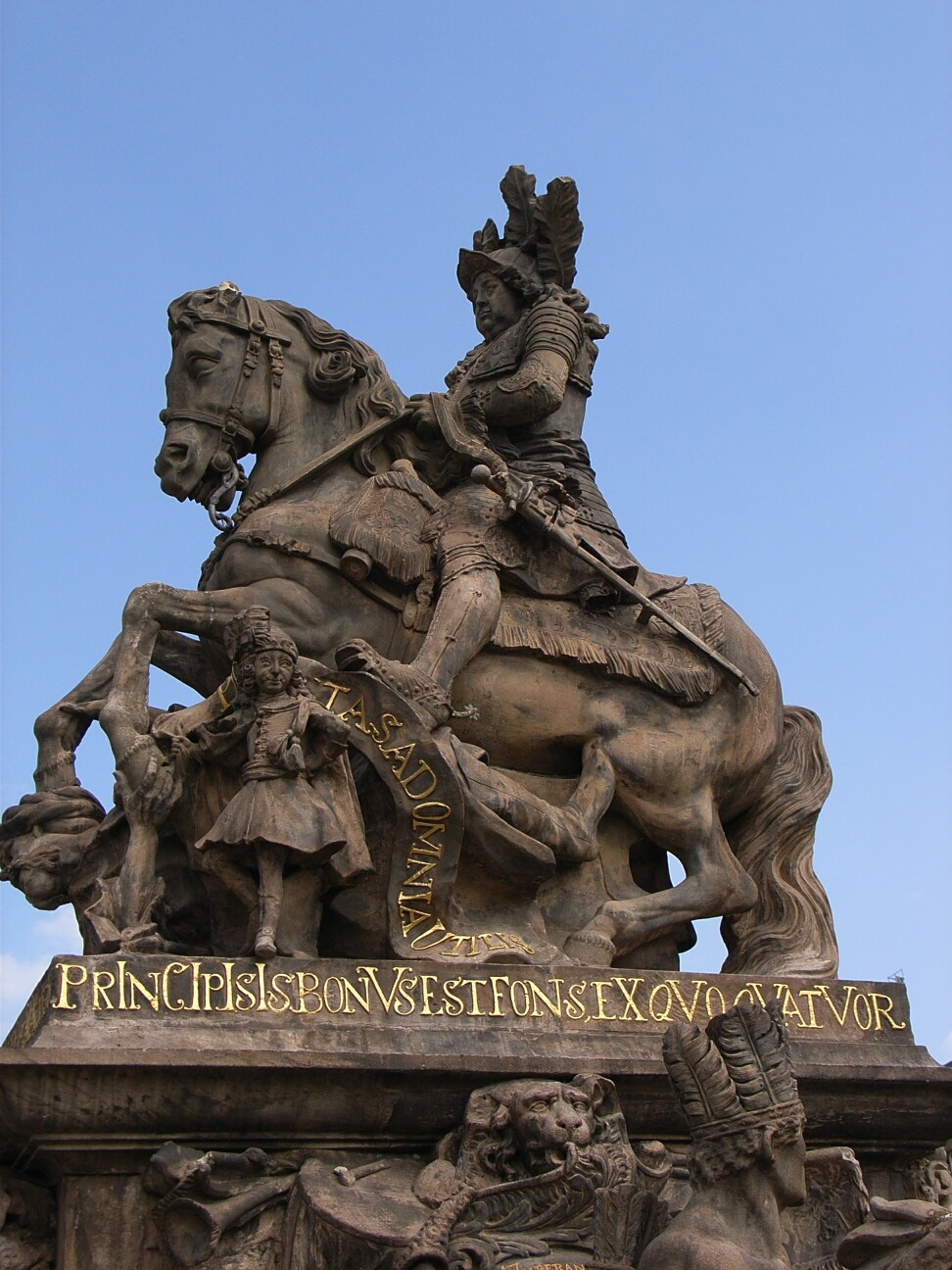
Markgraf Christian Ernst, Hauptfigur auf dem Markgrafenbrunnen vor dem Neuen Schloss

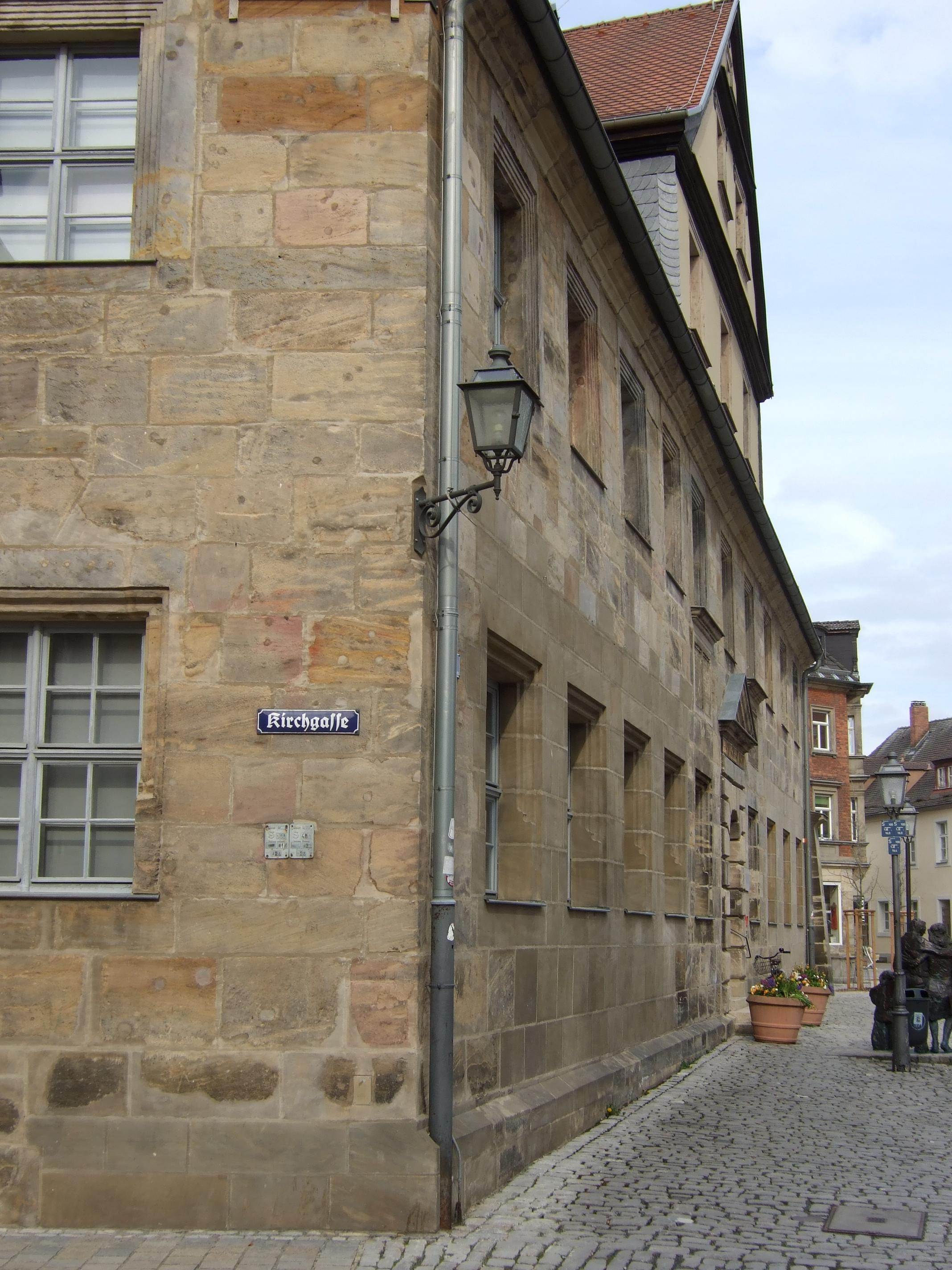
Erstes Schulgebäude an der Stadtkirche

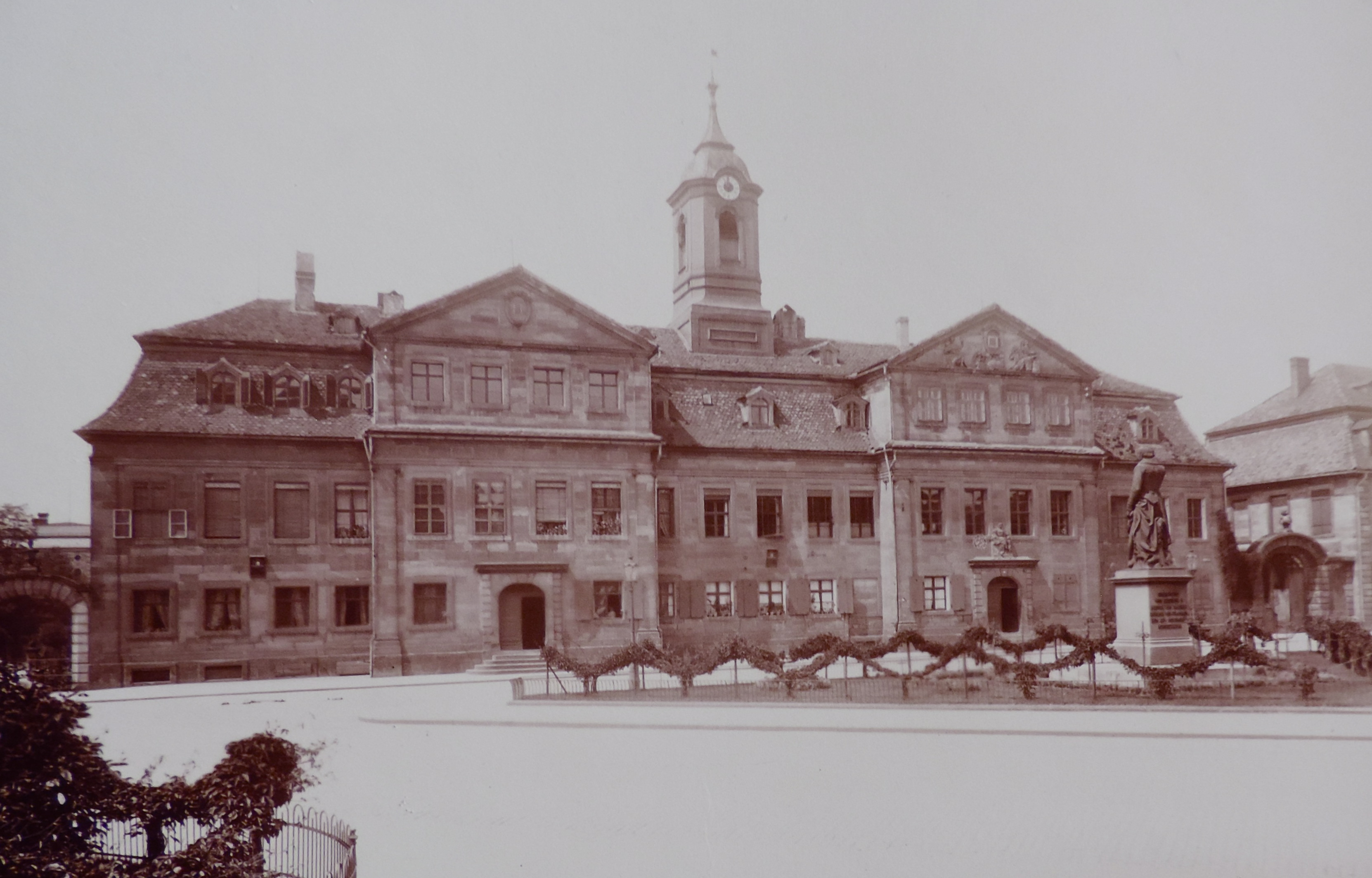
Zweites Schulgebäude im ehemaligen Waisenhaus in der Friedrichstraße, um 1910

Das heutige Gymnasium Christian-Ernestinum wurde 1664 unter dem Namen Gymnasium illustre Collegium Christian-Ernestinum vom Bayreuther Markgrafen Christian Ernst gegründet. Dabei wurde bei der Ausarbeitung des Lehrplans besonders auf alte Sprachen – vor allem Latein – und Philosophie geachtet.
Ursprünglich war das Gymnasium neben der Stadtkirche angesiedelt, dem heutigen Historischen Museum der Stadt. Im 1615 bis 1618 errichteten Gebäude war die Lateinschule untergebracht, die am 27. Juli 1664 zum Gymnasium erhoben wurde. 1804 bezog die Lehranstalt das 1732/33 unter dem Markgrafen Georg Friedrich Karl errichtete vormalige Waisenhaus in der Friedrichstraße 14. Nach dem Verkauf der Stadt an das Königreich Bayern im Jahr 1810 hieß die Schule bis 1899 Königlich Bayerische Studienanstalt. Den Namen seines Gründers erhielt das Humanistische Gymnasium erst 1952 zurück. Erkennbar waren die Schüler des Humanistischen Gymnasiums an ihren roten Schülermützen, während die der Oberrealschule grüne Mützen trugen. Nach der „Machtergreifung“ im Jahr 1933 verboten die Nationalsozialisten den Schülern das Tragen dieser Mützen.
Da das Schulgebäude in den 1960er Jahren nicht mehr genug Platz für alle Schüler bot, wurde der Bau des neuen Schulhauses, das näher am Hauptbahnhof liegt, beschlossen. Nach zweijähriger Bauzeit wurde es 1966 fertiggestellt und im Oktober übergeben.

## Fächerwahl (G8)
- Ab Klasse 5: Englisch oder Latein als erste Fremdsprache
- Ab Klasse 6: Die jeweilig nicht gewählte Fremdsprache
- Ab Klasse 8: Wahl zwischen dem naturwissenschaftlich-technologischen, dem humanistischen und dem sprachlichen Zweig[10]

## Lehrangebot

### Wahlfächer
- Kunst, Musik und Theater: Unterstufenchor, Gemischter Chor, Orchester, Big Band, Kammermusik, Foto-AG, Kunst, Theater-AG
- Naturwissenschaften: Jugend forscht, Programmieren mit Python, Computer AG, Robotik, Astronomie, Forschung macht Schule, Naturwissenschaftliches Forschen und Experimentieren, AG Schulgarten, Aquarien-AG, Mathematik Plus
- Sprachlich: AG Schülerzeitung, AG Lesen, Deutsch Plus, Französische Konversation, Vorbereitung auf schulinterne Tests, Creating Podcasts
- Sport: Bewegte Mittagspause, Tennis-AG, Ballspiele, Golf-AG, Basketball, Schach
- Weitere: Diskussion aktueller politischer Probleme, Psychologie

### Gymnasium Illustre
Um begabte Schüler zusätzlich zu fördern, wurde im April 2010 das Gymnasium Illustre, dessen Name sich an den ursprünglichen Namen der Schule anlehnt, ins Leben gerufen. Dabei handelt es sich um ein vom Klassenverband unabhängiges Zusatzprogramm mit besonderen Kursen wie beispielsweise „Ausgewählte Themen aus der Astronomie“ oder „Klassiker der Filmgeschichte“.

## Schülerverbindungen
Am Gymnasium Christian Ernestinum gab es – vor allem im 19. Jahrhundert – einige Schülerverbindungen. Aktuell existiert noch eine davon, die 1851 gegründete „Abituria von 1851 zu Bayreuth“.Die Verbindung hat sich unter anderem die Fortführung der Freundschaften aus Schulzeiten als Ziel gesetzt.

## Persönlichkeiten

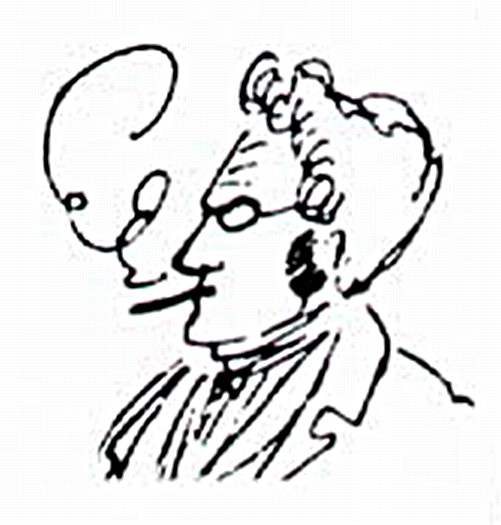
Max Stirner, Ausschnitt aus einer Karikatur von Friedrich Engels (1842)

### Bekannte Lehrer
- Johann Gropp (1655–1709), Professor für Moraltheologie
- Johann Adam Flessa (1694–1775), Professor für Geschichte und Mathematik
- Georg Wilhelm Pötzinger (1709–1753), Professor für Mathematik und Physik
- Lorenz Johann Jakob Lang (1731–1801), Rektor und Professor der morgenländischen Sprachen und schönen Wissenschaften, lehrte außerdem Mathematik
- Johann Kapp (1739–1817), Professor der Theologie und Geschichte
- Johann Friedrich Degen (1752–1836), Rektor
- Georg Wolfgang Augustin Fikenscher (1773–1813), Professor für Geschichte und Theologie
- Georg Andreas Gabler (1786–1853), Rektor und Philosoph
- Johann Christoph von Held (1791–1873), Rektor
- Alexander Puschkin (1822–1878), Stenograf, Professor für Französisch
- Karl Frank, Schulleiter 1935–1945, Reichsfachschaftsführer Höhere Schulen im NS-Lehrerbund
- Karl Müssel (1922–2008), Historiker
- Jochen Lobe (1937–2025), Schriftsteller
- Rainer Trübsbach (* 1942), Historiker

### Bekannte Schüler
- Wolfgang Gabriel Pachelbel von Gehag (1649–1728), Rechtswissenschaftler und Geheimrat
- Adam Anton von Meyern (1700–1774), Kammerdirektor und Minister
- Germann August Ellrod (1709–1760), Generalsuperintendent des Fürstentums Bayreuth und Rektor des Gymnasiums
- Georg Wilhelm Pötzinger (1709–1753), lutherischer Theologe, Mathematiker und Hochschullehrer
- Johann Friedrich Hähn (1710–1789), Generalsuperintendent in Aurich
- Johann Sigismund Kripner (1710–1750), evangelischer Theologe, Orientalist und Hochschullehrer an der Universität Erlangen
- Friedrich Wilhelm Stübner (1710–1736), Mathematiker, Philosoph und Hochschullehrer
- Johann Gottlob von Meyern (1720–1789), Verwaltungsjurist
- Samuel Wilhelm Oetter (1720–1792), Pfarrer und Historiker
- Friedrich August von Ausin (1758–1837), Stadtpräsident in Erlangen
- Johann Christian Kapp (1764–1793), Altphilologe
- Gottlieb Adam Johann von Schallern (1766–1827), Arzt
- Johann Christoph Friedrich Götschel (1768–1812), lutherischer Geistlicher, Superintendent in Prag und Eutin
- Erhard Hagen von Hagenfels (1786–1868), erster rechtskundiger Bürgermeister von Bayreuth
- Konrad Adolf von Malsen  (1792–1867), Offizier und Diplomat in Bayern
- Johann Michael Leupoldt (1794–1874), Psychiater, Rektor der Universität Erlangen
- Johann Konrad Irmischer (1797–1857), Theologe und Bibliothekar der Universitätsbibliothek Erlangen
- Johann Georg August Wirth (1798–1848), Jurist und Politiker des Vormärz[15]
- Johann Wilhelm Holle (1802–1862), Heimatforscher
- Max Stirner (1806–1856), Philosoph und Journalist[16]
- Fischel Arnheim (1812–1864), Politiker und Jurist
- Johann Friedrich Will (1815–1868), Mediziner, Naturwissenschaftler und Zoologe
- Jakob Herz (1816–1871), Arzt und Professor
- Karl Strehl (1864–1940), Physiker und Optiker
- Hans Küfner (1871–1935), Kommunalbeamter, Bürgermeister in Weißenburg, Kaiserslautern und München
- Johannes Stark (1874–1957), Träger des Nobelpreises für Physik[17]
- Albert Kesselring (1885–1960), Generalfeldmarschall[18]
- Fritz Neuland (1889–1969), Rechtsanwalt
- Karl Roeder (1890–1975), Journalist und Schriftsteller
- Fritz Rasp (1891–1976), Schauspieler
- Hilde Marx (1911–1986), Lyrikerin, Schriftstellerin und Journalistin[19]
- Caspar Walter Rauh (1912–1983), Zeichner, Grafiker und Maler
- Bernd Mayer (1942–2011), Journalist und Kommunalpolitiker
- Christine Theiss (* 1980), Sportlerin
- Norbert Kleinwächter (* 1986), Politiker
- Tim Pargent (* 1993), Politiker
- Katharina Hirschberg (* 2001), Schauspielerin